# Leucoraja yucatanensis
Leucoraja yucatanensis (лат.) — вид хрящевых рыб семейства ромбовых скатов отряда скатообразных. Обитают в тропических водах центрально-западной Атлантики. Встречаются на глубине до 457 м. Их крупные, уплощённые грудные плавники образуют диск в виде округлого ромба. Максимальная зарегистрированная длина 30 см. Откладывают яйца. Не являются объектом целевого промысла.

## Таксономия
Впервые вид был научно описан в 1950 году как Raja yucatanensis.  

## Ареал и среда обитания
Эти демерсальные скаты обитают у берегов Белиза, Гондураса, Мексики (Юкатан) и Никарагуа. Встречаются в верхней части материкового склона на глубине 192—457 м при температуре около 19,2 °C.

## Описание
Широкие и плоские грудные плавники этих скатов образуют ромбический диск с округлыми краями и слегка выступающим кончиком рыла. На вентральной стороне диска расположены 5 жаберных щелей, ноздри и рот. На тонком хвосте имеются латеральные складки. У этих скатов 2 редуцированных спинных плавника и редуцированный хвостовой плавник. От области лопаток вдоль диска тянутся 2 срединных ряда колючек. В промежутке между первым и вторым спинными плавниками имеется несколько шипов. Дорсальная поверхность коричневато-серая. Вентральная поверхность желтоватая.
Максимальная зарегистрированная длина 30 см.

## Биология
Эти скаты откладывают яйца, заключённые в жёсткую роговую капсулу с выростами на концах. Эмбрионы питаются исключительно желтком. Самцы достигают половой зрелости при длине 26 см.

## Взаимодействие с человеком
Эти скаты не являются объектом целевого промысла. Данных для оценки Международным союзом охраны природы охранного статуса вида недостаточно.